# Legge suntuaria

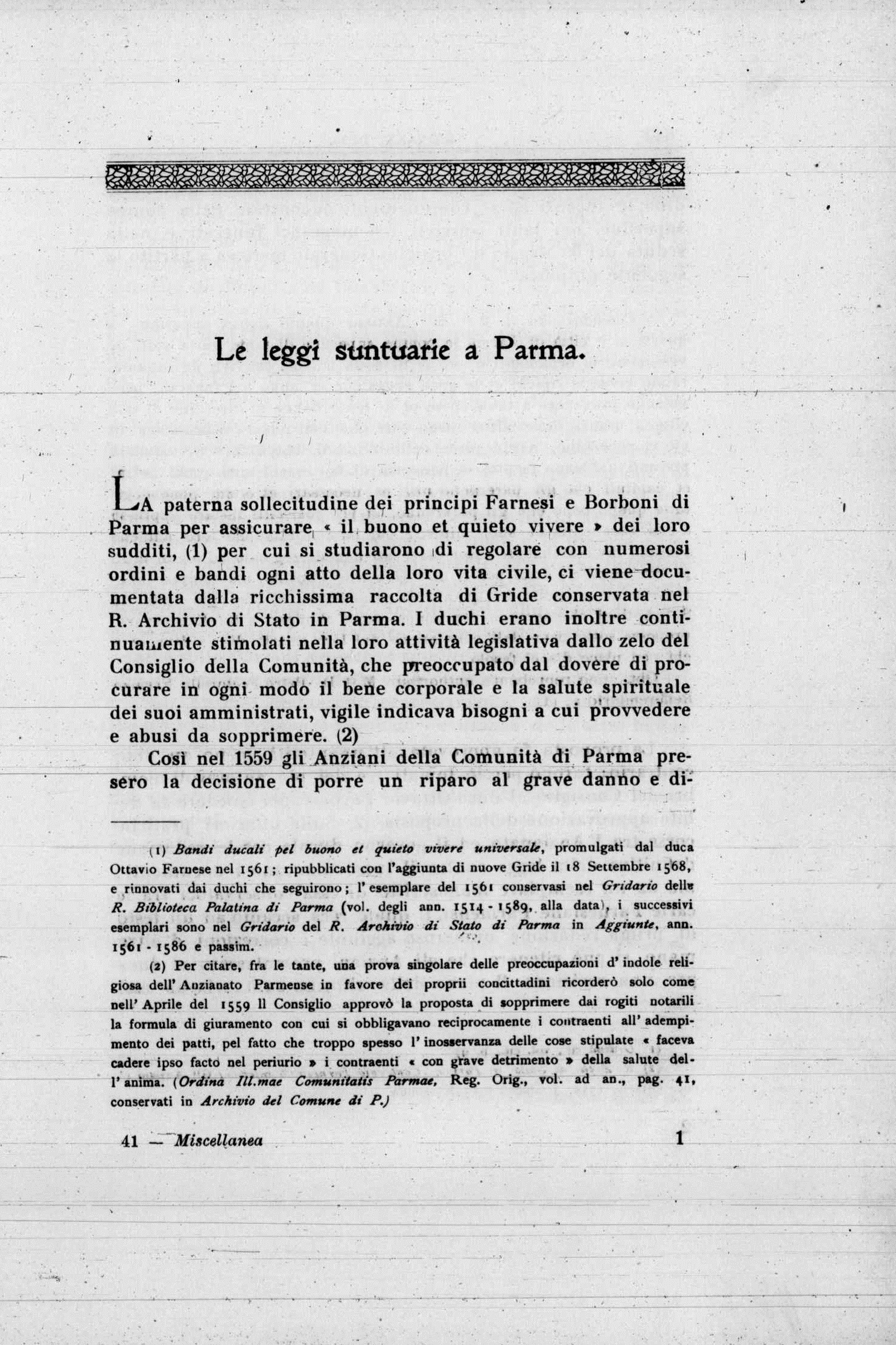
Giovanni Drei, Le leggi suntuarie a Parma, 1918

Per legge suntuaria si intende ogni dispositivo legislativo che abbia lo scopo di limitare il consumo legato all'ostentazione del lusso, in particolare nella moda maschile e femminile, oppure di regolare l'abbigliamento di determinati gruppi sociali obbligandoli a indossare segni distintivi.

## Storia

### Panoramica in Europa
Già nel 215 a.C. la Lex Oppia cercava di limitare la ricchezza degli abiti femminili. In seguito lo stesso Giulio Cesare e poi altri imperatori, intervennero contro le vesti di uomini e donne stabilendone anche il prezzo. Con l'avvento del Cristianesimo i documenti citano, per i primi secoli, esclusivamente prediche di monaci o ecclesiastici contro costumi considerati troppo audaci.

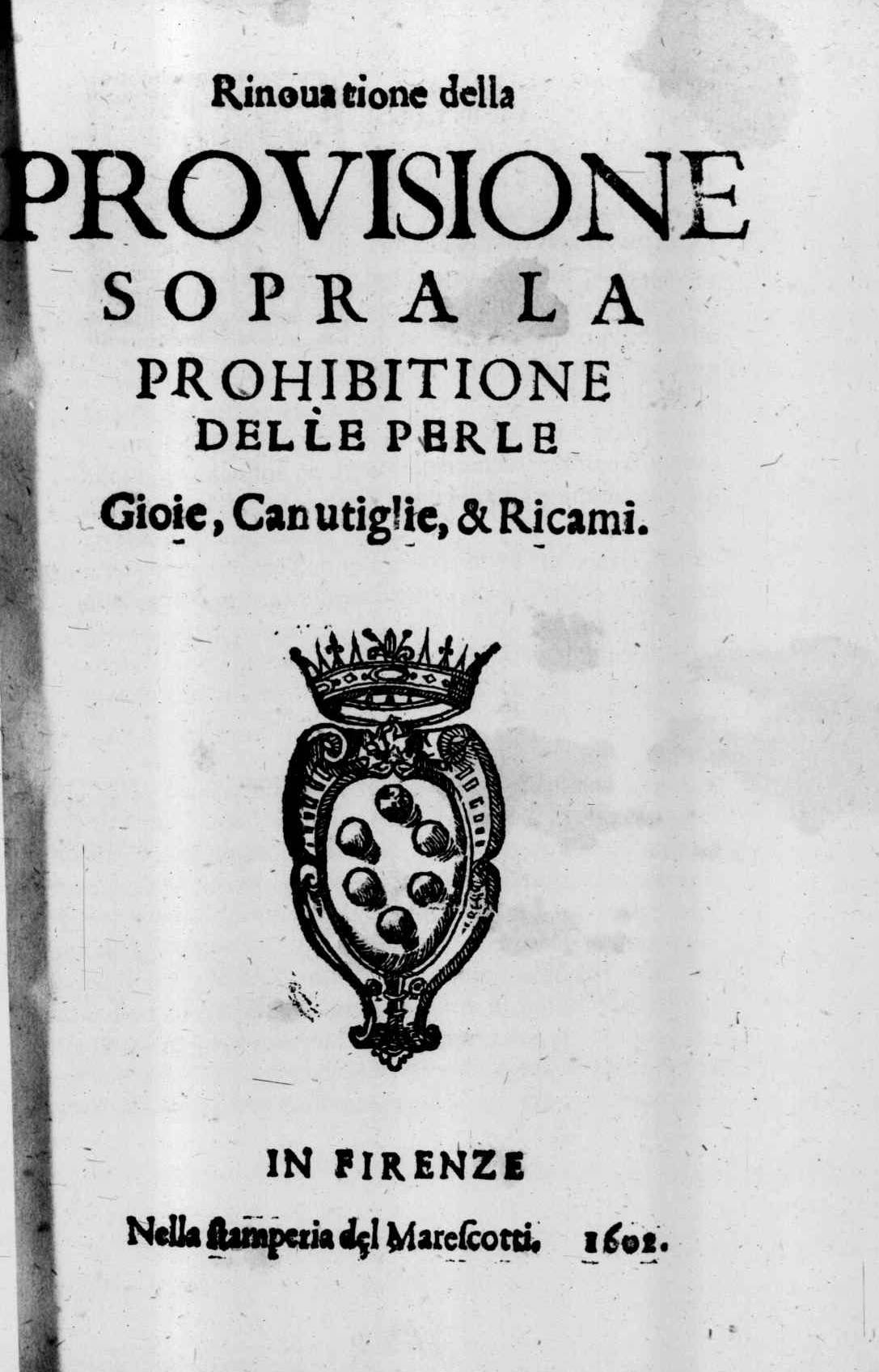
Rinovatione della provisione sopra la prohibitione delle perle gioie, canutiglie, e ricami, Firenze, 1602. Rinnovava un analogo provvedimento emesso a Firenze il 30 luglio 1593 e precedenti.

In Italia le prime leggi suntuarie di cui si abbia notizia certa riappaiono nel Duecento: erano colpiti acconciature, decorazioni, gioielli, strascichi, pellicce. I colpevoli erano multati, oppure gli si vietava l'assoluzione in chiesa, fatto gravissimo per il tempo. Dal 1500 in poi le leggi diventarono più dettagliate e minuziose e cominciarono a colpire maggiormente le classi medie o popolari, in specie la servitù, chiudendo un occhio sul lusso dei signori e delle loro corti. Non potendo arginare realmente il lusso le leggi suntuarie vi si adeguarono permettendo cose che nei secoli precedenti erano proibite, come alcuni tipi di pelliccia o la moltiplicazione dei gioielli sulle mani e su tutto il corpo. Esse variavano da città a città, con maggiore durezza o tolleranza. A Firenze furono diverse le leggi suntuarie emanate dalla Repubblica fiorentina fin dal 1330, per arrivare al 19 ottobre 1546 con la legge "sopra gli ornamenti et abiti degli uomini e delle donne" e alla riforma del 4 dicembre 1562 "sopra il vestire abiti et ornamenti delle donne ed uomini della città di Firenze", emanate da Cosimo I de' Medici contro gli eccessi del lusso. Venezia, città libera e ricca, era più clemente di altre. Esistevano guardie delegate al controllo delle disposizioni emanate, che a volte potevano entrare nelle case o raccogliere denunce premiando il denunciante. Le reazioni delle donne, bersaglio preferito dei legislatori, furono a volte di esplicita protesta, a volte di furbi accomodamenti, come quando nascondevano lo strascico con spille per poi scioglierlo alla prima occasione favorevole.
Una delle prime normative suntuarie scozzesi conosciute fu approvata nel 1429 durante il regno di Giacomo I di Scozia.
Durante il regno di Edoardo III d'Inghilterra furono emanati divieti sull'importazione di tessuti da terre al di fuori di Irlanda, Inghilterra, Scozia e Galles e fu vietata anche l'esportazione di lana prodotta localmente. Lo statuto conteneva ulteriori restrizioni sull'abbigliamento basate sulla classe sociale, come quello della pelliccia, proibita a chiunque fosse al di sotto del rango di dama o cavaliere. Il primo importante atto suntuario fu approvato nell'aprile del 1463 durante il regno di Edoardo IV d'Inghilterra. Gli studiosi hanno interpretato l'atto come parte di una serie di misure economiche protezionistiche che includevano regolamenti dell'industria tessile e del commercio di tessuti.
Tra le leggi più discriminanti vi erano quelle che colpivano gli ebrei, che erano obbligati a portare un cappello a punta o un contrassegno colorato sul braccio; per le prostitute era solitamente vietato lo sfoggio troppo vistoso, mentre a volte dovevano indossare abiti di determinati colori o segni distintivi. In seguito anche a coloro che furono giudicati eretici si fece indossare un abito penitenziale, solitamente giallo.

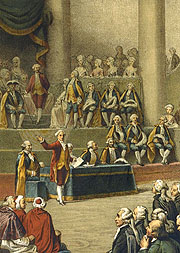
I rappresentanti degli Stati generali

Nonostante la loro severità le leggi suntuarie si dimostrarono di scarsa efficacia e alla fine del Settecento erano quasi totalmente disattese. Nel 1789 in Francia, alla vigilia della rivoluzione, i borghesi si presentarono all'apertura degli Stati generali in abito nero e cravatta bianca, indumenti che erano stati loro imposti per umiliarli; a confronto l'aristocrazia era addobbata con estremo sfarzo. Il forte contrasto di colori provocò invece l'effetto opposto, e i semplici abiti dei borghesi diventarono simbolo di pulizia morale e di nuovi ideali; l'iniqua proibizione inoltre causò l'attuazione, come primo provvedimento dell'Assemblea nazionale costituente, dell'abolizione – almeno per il vestiario – di ogni differenza di classe.

### Asia orientale

#### Cina
Le leggi suntuarie esistevano in Cina in diverse forme dalla dinastia Qin in poi (221 a.C.). 
Alcune leggi riguardavano le dimensioni e la decorazione di tombe e mausolei. L'imperatore Hongwu, fondatore della dinastia Ming, emanò tali regolamenti nel primo anno del suo governo (1368) e li rese più rigidi nel 1396, consentendo solo alla nobiltà più alta e ai funzionari dei tre ranghi più alti una stele commemorativa installata in cima a una tartaruga di pietra (detta Bixi o Bi Xi); le stele dei mandarini di livello inferiore erano collocate su piedistalli rettangolari, mentre i cittadini comuni dovevano accontentarsi di una semplice lapide. La posizione delle tombe e il numero di statue di accompagnamento dipendevano dal rango. 
Dopo circa il 1550, la legge suntuaria in Cina fu riformata. Era stata a lungo inefficace. Il consumo di beni di lusso era aumentato nei secoli precedenti e, al tempo della rivoluzione industriale in Europa, il consumo cinese di beni di lusso come tè, zucchero, seta pregiata, tabacco e utensili per mangiare era alla pari con le regioni centrali d'Europa.

#### Giappone
Secondo Britannica Online, "Nel Giappone feudale, le leggi suntuarie venivano approvate con una frequenza e una minuziosità di portata che non avevano eguali nella storia del mondo occidentale". Durante il periodo Edo (1603-1868), le persone di ogni classe erano soggette a rigide leggi suntuarie, tra cui la regolamentazione dei tipi di abbigliamento che potevano essere indossati. Nella seconda metà di quel periodo (XVIII e XIX secolo), la classe mercantile dei chōnin era diventata molto più ricca dei samurai aristocratici, e queste leggi cercavano di mantenere la superiorità della classe dei samurai nonostante i mercanti potessero permettersi abiti e altri articoli molto più lussuosi. Alla fine il sistema di governo militare degli shōgun cedette e permise alcune concessioni, tra cui consentire ai mercanti di un certo prestigio di indossare una sola spada alla cintura; i samurai erano infatti tenuti a indossarne un paio quando erano in servizio ufficiale. 

### Prima era moderna in Occidente

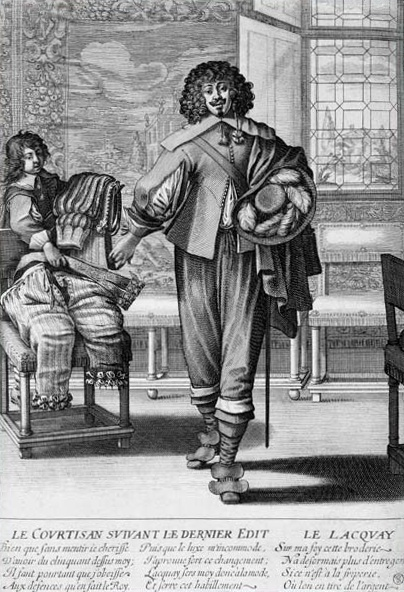
Le Courtisan suivant le Dernier Édit di Abraham Bosse – un cortigiano francese che abbandona pizzi, nastri e maniche tagliate in favore di un abito sobrio in conformità con l'editto del 1633.

Le leggi suntuarie furono abrogate all'inizio del XVII secolo, ma furono approvate nuove leggi protezionistiche che proibivano l'acquisto di sete e merletti stranieri. I divieti erano legati al rango e al reddito e continuarono ad essere ampiamente ignorati.

#### Irlanda
Verso la fine del XVI secolo, John Perrot, Lord Deputy d'Irlanda sotto Elisabetta I, proibì l'uso di mantelli di lana tradizionali, "camicie aperte" con "grandi maniche" e copricapi nativi, obbligando le persone a vestirsi con "abiti civili" in stile inglese. 

#### Francia
Nel 1629 e nel 1633, Luigi XIII di Francia emanò editti che regolavano la "superfluità dell'abbigliamento" che proibivano a chiunque, tranne i principi e la nobiltà, di indossare ricami in oro o berretti, camicie, colletti e polsini ricamati con fili metallici o pizzo, e sbuffi, tagli e ciuffi di nastri erano severamente limitati. Come con altre leggi simili, queste furono ampiamente ignorate e applicate in modo lassista. Una serie di incisioni popolari di Abraham Bosse raffigura i presunti effetti di questa legge.

#### Scozia
Il Dress Act del 1746, che faceva parte dell'Act of Proscription emanato sotto Giorgio II di Gran Bretagna in seguito alla rivolta giacobita del 1745, rese illegale in Scozia l'uso dell'abito scozzese, tra cui tartan e kilt (venne fatta un'esenzione per soldati e veterani). L'atto, che fu applicato male, fu infine abrogato nel 1782 e durante l'epoca della Reggenza inglese e quella vittoriana l'abito scozzese ottenne una popolarità diffusa in parte grazie alla visita di Giorgio IV del Regno Unito in Scozia nel 1822, che fu organizzata dallo scrittore Walter Scott.

#### America coloniale

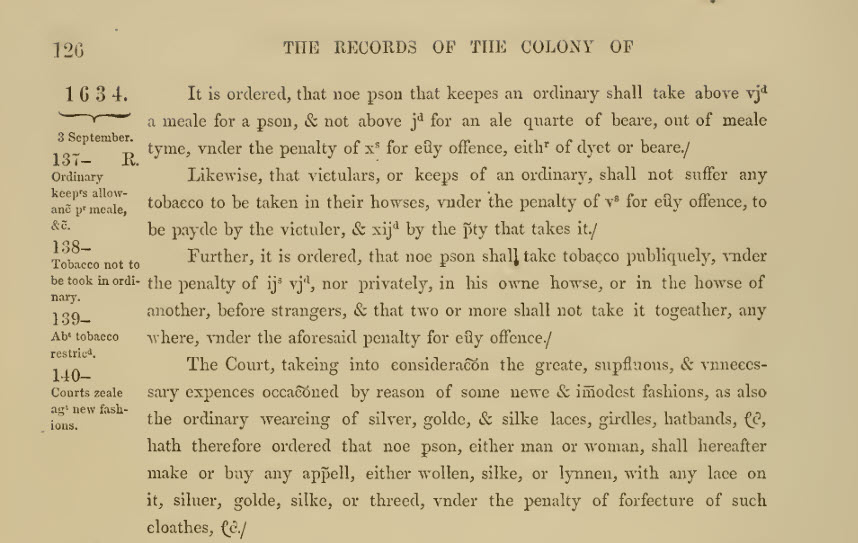
Legge suntuaria del Massachusetts coloniale che proibisce il pizzo, 1634.

Nella colonia della baia del Massachusetts, un divieto del 1634 stabiliva che solo le persone con un patrimonio di almeno 200 sterline potevano indossare pizzi, fili d'argento o d'oro o bottoni, trafori, ricami, nastri per cappelli, cinture, volant, mantelli e altri articoli. Dopo alcuni decenni, la legge fu ampiamente sfidata. Nel 1651, la violazione delle regole spinse la dirigenza a emanare nuovamente un nuovo regolamento fortemente formulato per la popolazione. Nella provincia della Carolina del Sud, il Codice degli Schiavi del 1712 proibiva agli schiavi nella colonia di indossare alcuni abiti. 

## Mondo islamico
Le leggi suntuarie islamiche si basano sugli insegnamenti contenuti nel Corano e negli Hadith. Gli uomini sono esortati a non indossare abiti di seta, né ad avere gioielli d'oro. Allo stesso modo, indossare abiti o vesti a strascico, visti come un segno di vanità e di orgoglio eccessivo, è altrettanto proibito. Queste regole non si applicano alle donne, a cui è concesso tutto questo, ma devono tuttavia coprire il corpo e i capelli.
Il divieto di rappresentare figure umane e animali in generale è simile al divieto coranico che riguarda gli idoli. Gli Hadith consentono la raffigurazione di animali su articoli di abbigliamento.

## Era moderna
Sebbene esistano raramente restrizioni sul tipo o sulla qualità degli abiti, oltre al mantenimento della decenza pubblica, indossare determinati tipi di abiti è limitato a specifiche occupazioni, in particolare le uniformi di organizzazioni come la polizia e l'esercito.
In alcune giurisdizioni, l'abbigliamento o altri segni visibili di opinione religiosa o politica (ad esempio le immagini naziste in Germania) sono proibiti in certi luoghi pubblici. 
Molti stati americani nel XX secolo proibirono l'uso di cappucci, maschere o travestimenti del Ku Klux Klan. 
In Bhutan, l'uso dell'abito tradizionale (che ha anche una connotazione etnica) in certi luoghi, come quando si visitano gli uffici governativi, è stato reso obbligatorio nel 1989 in base alle leggi driglam namzha. Parte dell'abito tradizionale include il kabney, una lunga sciarpa la cui colorazione è regolamentata. Solo il Re del Bhutan e il Je Khenpo possono indossare la sciarpa color zafferano, con vari altri colori riservati al governo e agli ufficiali religiosi, e il bianco disponibile per la gente comune.

## Usi peggiorativi del termine
Il termine legge suntuaria è stato utilizzato come termine dispregiativo per descrivere qualsiasi controllo governativo del consumo basato su questioni morali, religiose, sanitarie o di sicurezza pubblica, o altre preoccupazioni. Il giudice americano Thomas M. Cooley ha generalmente descritto la loro forma moderna come leggi che "sostituiscono il giudizio legislativo a quello del proprietario, riguardo al modo in cui dovrebbe usare e impiegare la sua proprietà". Le politiche a cui il termine è stato applicato in modo critico includono il divieto di alcol, di droga, di fumo e le restrizioni sui combattimenti di cani.